# Konstantin Zečević
Konstantin Zečević (serb. Константин Зечевић; ur. 8 stycznia 1922 w Arilju, zm. 5 kwietnia 2015 w Belgradzie) – jugosłowiański piłkarz, sędzia i działacz piłkarski.

## Kariera piłkarska
W latach 1938–1941 był piłkarzem, reprezentował kluby Orao i Železničar.

## Kariera sędziowska
Sędzią międzynarodowym został w 1961 roku. W 1966 roku został wyznaczony do sędziowania meczów podczas mistrzostw świata. Ostatecznie poprowadził na nich jeden mecz – zakończone bezbramkowym remisem spotkanie fazy grupowej RFN–Argentyna, a w trzech innych starciach pełnił funkcję sędziego-asystenta. Sędziował 67 (lub 75) meczów międzynarodowych, w tym 10 reprezentacyjnych, a także mecze europejskich pucharów. W 1968 poprowadził również spotkanie rewanżowe Pucharu Interkontynentalnego między Manchesterem United a Estudiantes La Plata. Ponadto był arbitrem ponad 230 spotkań ligowych w Jugosławii (144 w pierwszej lidze i 87 w drugiej), a także sędziował mecze ligowe na Węgrzech (2 spotkania) i w Grecji (4 pojedynki). Karierę sędziowską zakończył w wieku 48 lat.

## Kariera działacza
Dzięki prawniczemu wykształceniu, już w 1951 roku został sekretarzem generalnym belgradzkiego związku piłkarskiego (serb. Fudbalski savez Beograda). Pełnił tę funkcję przez 14 miesięcy, jednakże w marcu 1955 roku ponownie objął to stanowisko i zajmował je do 1977 roku, kiedy został sekretarzem generalnym Crvenej zvezdy. Był nim aż do 1987 roku, kiedy odszedł na emeryturę.

## Dalsze losy
Po zakończeniu kariery wciąż wykładał oraz pisał prace związane z przepisami gry w piłkę nożną. Zmarł 5 kwietnia 2015 w Belgradzie, a pochowany został cztery dni później w rodzinnym Arilju.